# Dhat-Syndrom
Beim Dhat-Syndrom – nach dem altindischen Sanskrit-Begriff „Dhatu“ für „Elixier des Lebens“ – handelt es sich um die angstbesetzte Vorstellung, mit dem Samen seine Lebensenergie zu verlieren – während umgekehrt ein Zurückhalten der Ejakulation zu einem langen Leben in Gesundheit führe.
Dabei besteht oft eine Angst vor Pollutionen oder einem Samenverlust über den Urin, so dass dieser oft auf Trübungen untersucht wird, die einen Hinweis auf den befürchteten Samenverlust geben sollen. 
Dieses Phänomen wird als kulturell bedingte Sexualneurose des indischen Subkontinents interpretiert. Im Kontext tantrischer Praktiken könnte das Dhat-Syndrom auf den ersten Blick in einem anderen Licht erscheinen. Das Schlüsselwort ist jedoch Angst – und damit handelt es sich in erster Linie um den zum Scheitern verurteilten Versuch, sich sein Leben auf Dauer zu erhalten. Angst entsteht immer wieder neu, weil auch der Patient dies weiß, aber dieses Wissen immer wieder „verleugnet“.
Der Begriff wurde 1960 von Narendra Wig  geprägt.